# ال‌پی‌جی‌ای
انجمن گلف حرفه‌ای بانوان (انگلیسی: Ladies Professional Golf Association؛ به صورت اختصاری: ال‌پی‌جی‌ای؛ به انگلیسی: LPGA) یک سازمان آمریکایی برای گلف‌بازان زن است. مقر اصلی این سازمان در دیتونا بیچ، فلوریدا، ایالات متحده واقع شده است و بیشتر برای برگزاری تور ال‌پی‌جی‌ای، مجموعه مسابقات هفتگی گلف برای گلف‌بازان حرفه‌ای زن در سراسر جهان شناخته می‌شود.